# Erick Andino
Erick Salvador Andino Portillo (sinh ngày 21 tháng 7 năm 1989) là một cầu thủ bóng đá người Honduras, hiện tại thi đấu cho F.C. Motagua ở Honduran Liga Nacional.

## Sự nghiệp câu lạc bộ
Andino gia nhập Victoria từ Olimpia vào tháng 1 năm 2012, nhưng trở lại cho mùa giải Apertura 2012 và phải nghỉ thi đấu hết mùa giải vì chấn thương đầu gối.

## Sự nghiệp quốc tế
Andino thi đấu cho Honduras tại Giải vô địch bóng đá U-20 thế giới 2009 ở Ai Cập.

### Bàn thắng quốc tế
Tỉ số và kết quả liệt kê bàn thắng của Honduras trước.
| Bàn thắng | Thời gian            | Địa điểm                                                      | Đối thủ    | Tỉ số | Kết quả | Giải đấu                  |
| --------- | -------------------- | ------------------------------------------------------------- | ---------- | ----- | ------- | ------------------------- |
| 1.        | 4 tháng 9 năm 2015   | Polideportivo Cachamay, Ciudad Guayana, Venezuela             | Venezuela  | 1–0   | 3–0     | Giao hữu                  |
| 2.        | 13 tháng 10 năm 2015 | Sân vận động Olímpico Metropolitano, San Pedro Sula, Honduras | Nam Phi    | 1–1   | 1–1     | Giao hữu                  |
| 3.        | 13 tháng 1 năm 2017  | Sân vận động Rommel Fernández, Panama City, Panama            | Nicaragua  | 2–1   | 2–1     | Cúp bóng đá Trung Mỹ 2017 |
| 4.        | 20 tháng 1 năm 2017  | Sân vận động Rommel Fernández, Panama City, Panama            | Costa Rica | 1–0   | 1–1     | Cúp bóng đá Trung Mỹ 2017 |
| 5.        | 22 tháng 2 năm 2017  | Sân vận động George Capwell, Guayaquil, Ecuador               | Ecuador    | 1–0   | 1–3     | Giao hữu                  |
| 6.        | 16 tháng 3 năm 2017  | Sân vận động Francisco Morazán, San Pedro Sula, Honduras      | Nicaragua  | 2–0   | 2–0     | Giao hữu                  |